# Katrin Schröder
Katrin Schröder (10 de julio de 1967) es una deportista de la RDA que compitió en remo. Ganó una medalla de plata en el Campeonato Mundial de Remo de 1989, en la prueba de ocho con timonel.

## Palmarés internacional
| Campeonato Mundial | Campeonato Mundial | Campeonato Mundial | Campeonato Mundial |
| Año                | Lugar              | Medalla            | Prueba             |
| ------------------ | ------------------ | ------------------ | ------------------ |
| 1989               | Bled (Yugoslavia)  | Medalla de plata   | Ocho con timonel   |